# Zerstörergeschwader 1
Zerstörergeschwader 1 (ZG 1) foi uma asa de caças pesados da Luftwaffe durante a Segunda Guerra Mundial. Operou aeronaves Bf 109, Bf 110, Ju 88, Me 210 e Me 410 em missões de superioridade aérea durante a Defesa do Reich.

## Comandantes
- Major Arved Crüger, 4 de janeiro de 1942 - 2 de março de 1942[1]
- Major Ulrich Diesing, 3 de março de 1942 - 21 de setembro de 1942[1]
- Oberstleutnant Ralph von Rettberg, 22 de setembro de 1942 - 5 de outubro de 1942[1]
- Oberstleutnant Paul-Friedrich Darjes, 6 de outubro de 1942 - 1 de março de 1943[1]
- Oberstleutnant Alfred Druschel, 1 de março de 1943 - 12 de abril de 1943[1]
- Oberstleutnant Joachim Blechschmidt, 12 de abril de 1943 - 13 de julho de 1943[1]
- Oberstleutnant Lothar von Janson, 1943 - 10 de março de 1944[1]
- Oberstleutnant Erich von Selle, março de 1944 - julho de 1944[1]